# John Hancock Center
41°53′56″B 87°37′23″Đ / 41,89889°B 87,62306°Đ
John Hancock Center, tại địa chỉ 875 N. Michigan Ave. ở Chicago, Illinois, Hoa Kỳ, là một tòa nhà chọc trời cao 100 tầng, với độ cao 344 m được thiết kế kết cấu bới Fazlur Khan thuộc Skidmore, Owings and Merrill. Khi hoàn thành vào năm 1969, nó là tòa nhà cao nhất trên thế giới ở ngoài Thành phố New York. Nó hiện là tòa nhà cao thứ 3 ở Chicago và cao thứ 5 ở Mỹ sau Sears Tower, Empire State Building, Bank of America Tower (New York) và Aon Center. Nếu đo đến nóc, tính cả ăng ten, tòa tháp này cao 457 m, đến đầu năm 2008 là tòa nhà cao thứ 18 thế giới. Tòa nhà này là nơi có các văn phòng và nhà hàng, căn hộ. Tên của nó được đặt theo tên của hãng đã xây nó: John Hancock Insurance.
 Tư liệu liên quan tới John Hancock Center tại Wikimedia Commons